# The Padlock

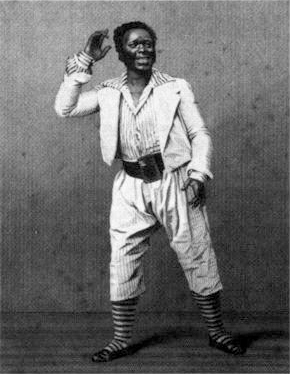
Ira Aldridge interprétant Mungo dans The Padlock, courant années 1830.

The Paddock est une pièce de théâtre de 1768 du dramaturge irlandais Isaac Bickerstaffe, musique de Charles Dibdin.
Le livret est basé sur Le Jaloux d'Estrémadure (El Celoso extremeño) de Miguel de Cervantes.
La pièce fait sa première à New York en 1769.